# Game One (Magyarország)
A Game One Magyarország elsőként indult számítástechnikával és videójátékokkal foglalkozó televíziós csatornája volt.

## Története
A csatorna a Minimax nevű gyerekcsatornával egy sávon indult el 2000. május 2-án. 2001. augusztus 27-én ITV-re nevezték át a csatornát, ami 2003-ban a csekély érdeklődésre való tekintettel szűnt meg.

## Műsorstruktúra
A csatorna főként számítástechnikával és videójátékokkal foglalkozó műsorokat sugárzott, de videójátékokhoz készült zenei videókat is vetített. A csatorna napi először 2 (20-22), majd 2000 végétől 10 (20-6) órás műsoridővel rendelkezett.

## Korábbi vételi lehetőségek[1]
Műhold
AMOS 1 (Nyugati 4 fok)
11,303 GHz, horizontális polarizáció
MPEG 2/Mediaguard
SR: 19540 FEC: 3/4 VPID: 600 APID: 601 PCR: 600
AM-Mikro
R7 csatorna Budapest ~30 km-es körzetében

## További információ
- Adáskezdés - YouTube